# Talon (Nièvre)
Talon ist eine französische Gemeinde mit 40 Einwohnern (Stand 1. Januar 2022) im Département Nièvre in der Region Bourgogne-Franche-Comté (vor 2016 Bourgogne). Sie gehört zum Arrondissement Clamecy und zum Kanton Clamecy.

## Geographie
Talon liegt etwa 57 Kilometer südlich von Auxerre. Nachbargemeinden von Talon sind Tannay im Norden, Lys im Osten, Challement im Südosten, Asnan im Süden, Grenois im Südwesten und Westen, Beuvron im Westen und Nordwesten sowie Saint-Germain-des-Bois im Nordwesten.

## Bevölkerungsentwicklung
| Jahr                       | 1962 | 1968 | 1975 | 1982 | 1990 | 1999 | 2006 | 2011 | 2020 |
| Einwohner                  | 70   | 65   | 73   | 45   | 57   | 57   | 51   | 47   | 37   |
| Quellen: Cassini und INSEE |      |      |      |      |      |      |      |      |      |

## Sehenswürdigkeiten
- Kirche Saint-Denis